# 约旦军事
约旦军（阿拉伯语：‎）屬於中東的一支中型遜尼派武裝部隊，總數約10萬人，敏感的地理位置和特殊的宗教國體歷史，使其軍隊雖然不具有戰略攻擊型實力，卻是各國都有所顧慮的力量。
在複雜的中東局勢中，约旦採取微妙的國防姿態，與西方和以色列交好，但同時與遜尼派的沙烏地阿拉伯、什葉派的伊朗也維持相對較好關係，21世紀後和崛起但遙遠的中國也意圖加強戰略夥伴關係，其此種政策的好處在於能得到多國的武器軍購並降低敵意，難處在於多方平衡的手腕，但是敏感的地理位置是其最大資產，讓它能做最大發揮。
在宗教問題方面约旦屬於人數較多也較不激進的遜尼派，使其經濟能夠發展，在伊斯蘭國問題崛起後該極端組織訴求的哈里發（回教最高全球領袖）問題中，尷尬的是從族譜世系表來看目前的约旦皇族最有資格自稱哈里發後裔和繼承者，正當性還高過沙烏地阿拉伯皇室，因此在伊斯蘭國打擊問題上使约旦又占據了一種出師正當性的高度地位，成為西方和遜尼諸國意圖交好的的對象。

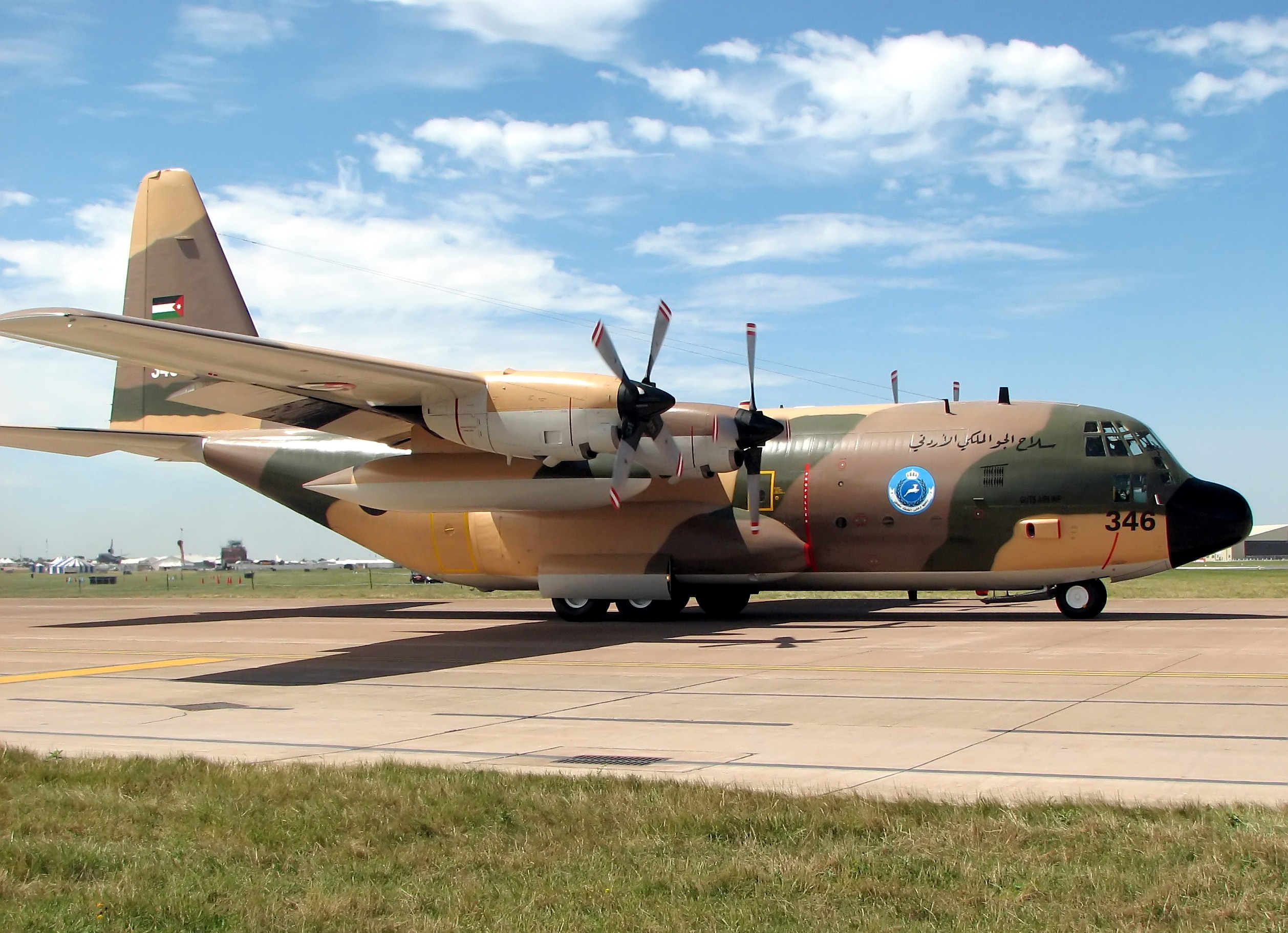
約旦C-130運輸機
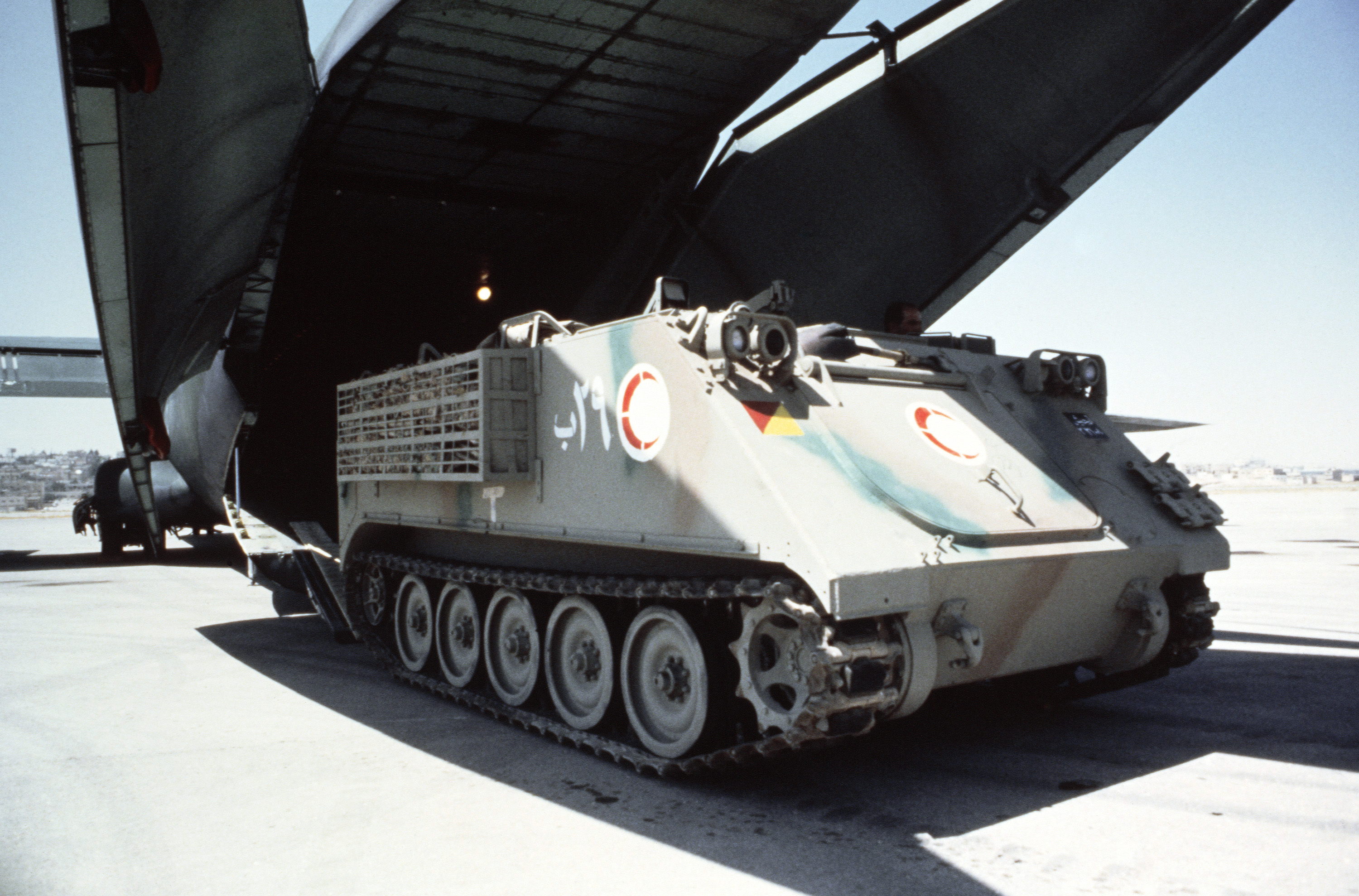
M113裝甲運兵車
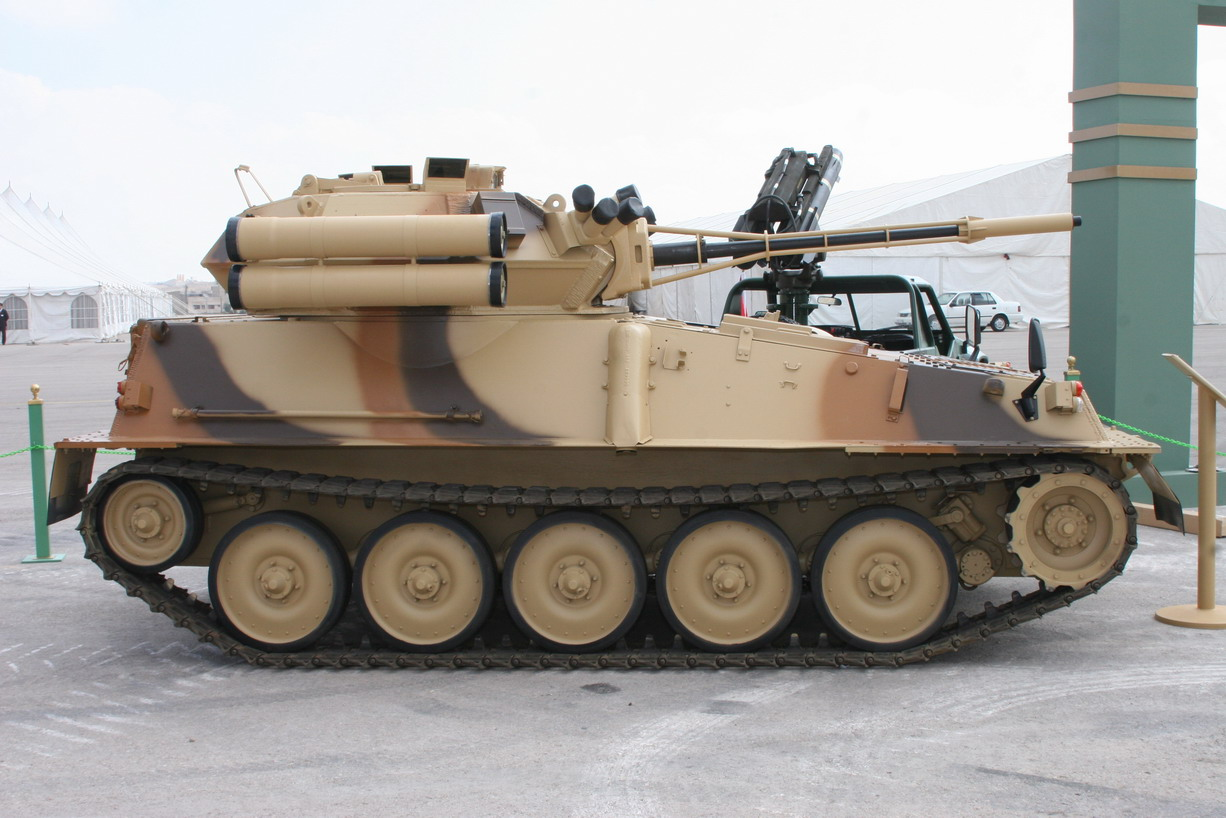
英國製蠍式輕戰車
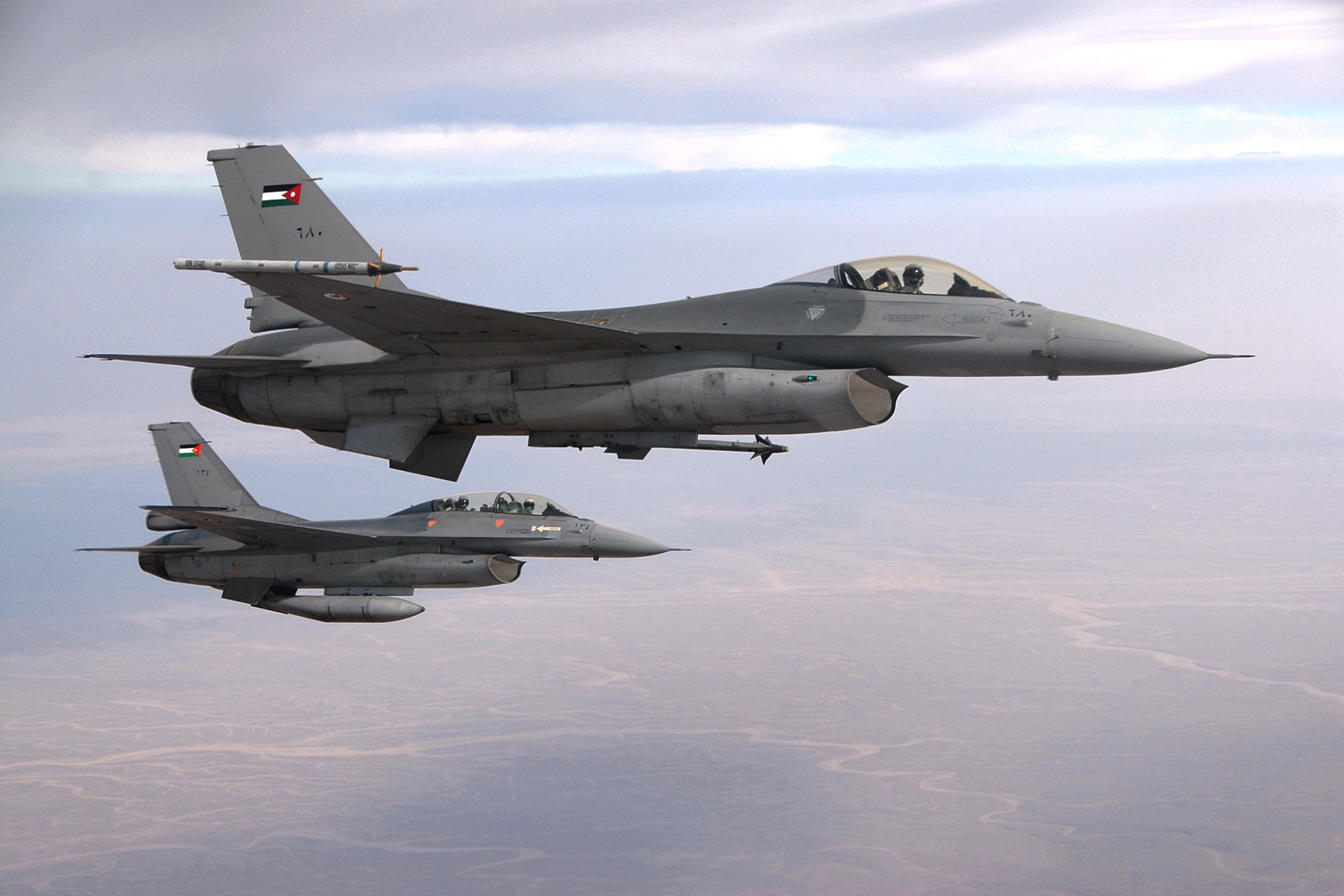
F-16戰隼戰鬥機
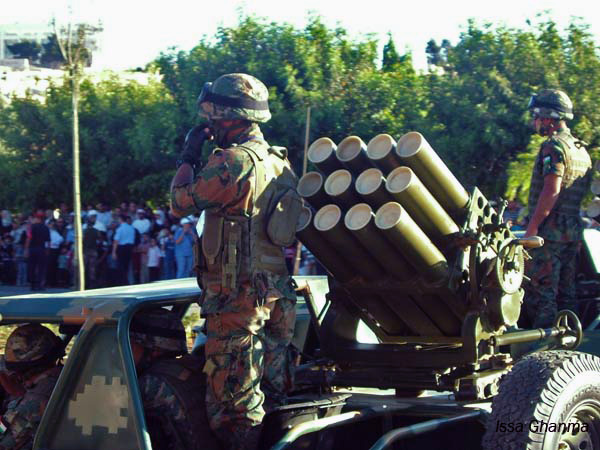
輕型多管火箭炮
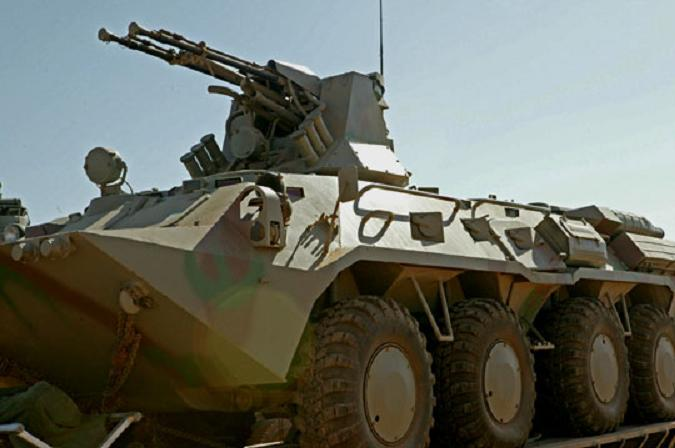
俄製BTR裝甲車
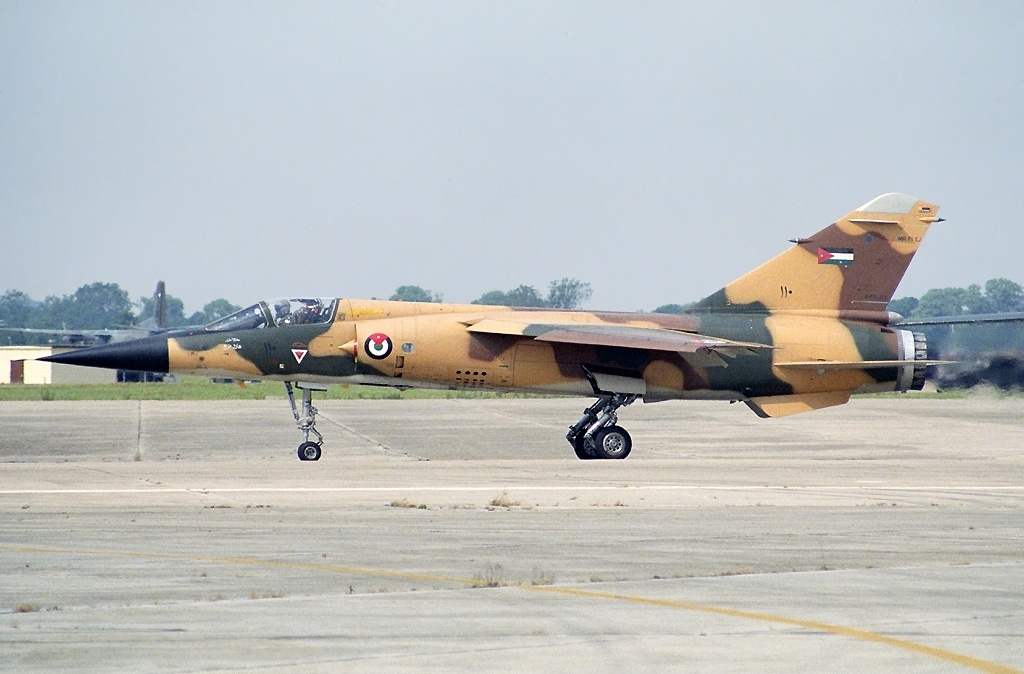
法製幻象F1型戰鬥機
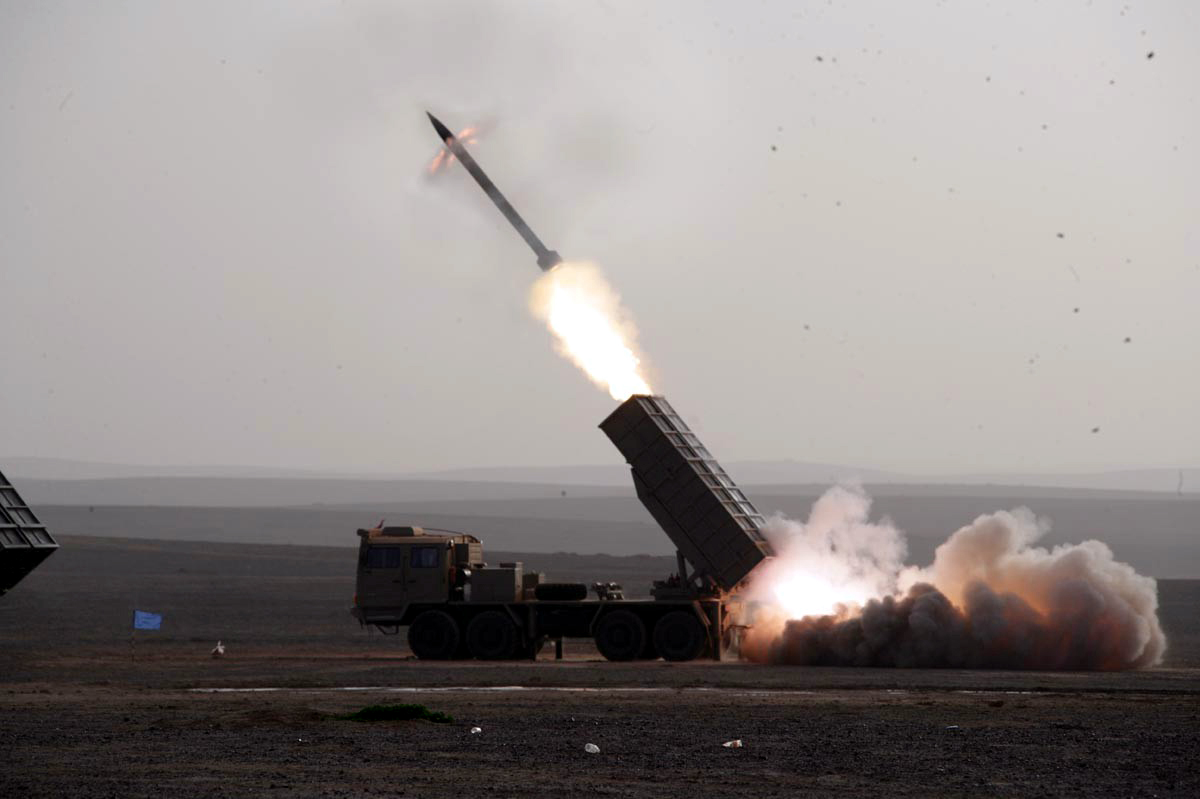
中國製83式火箭炮
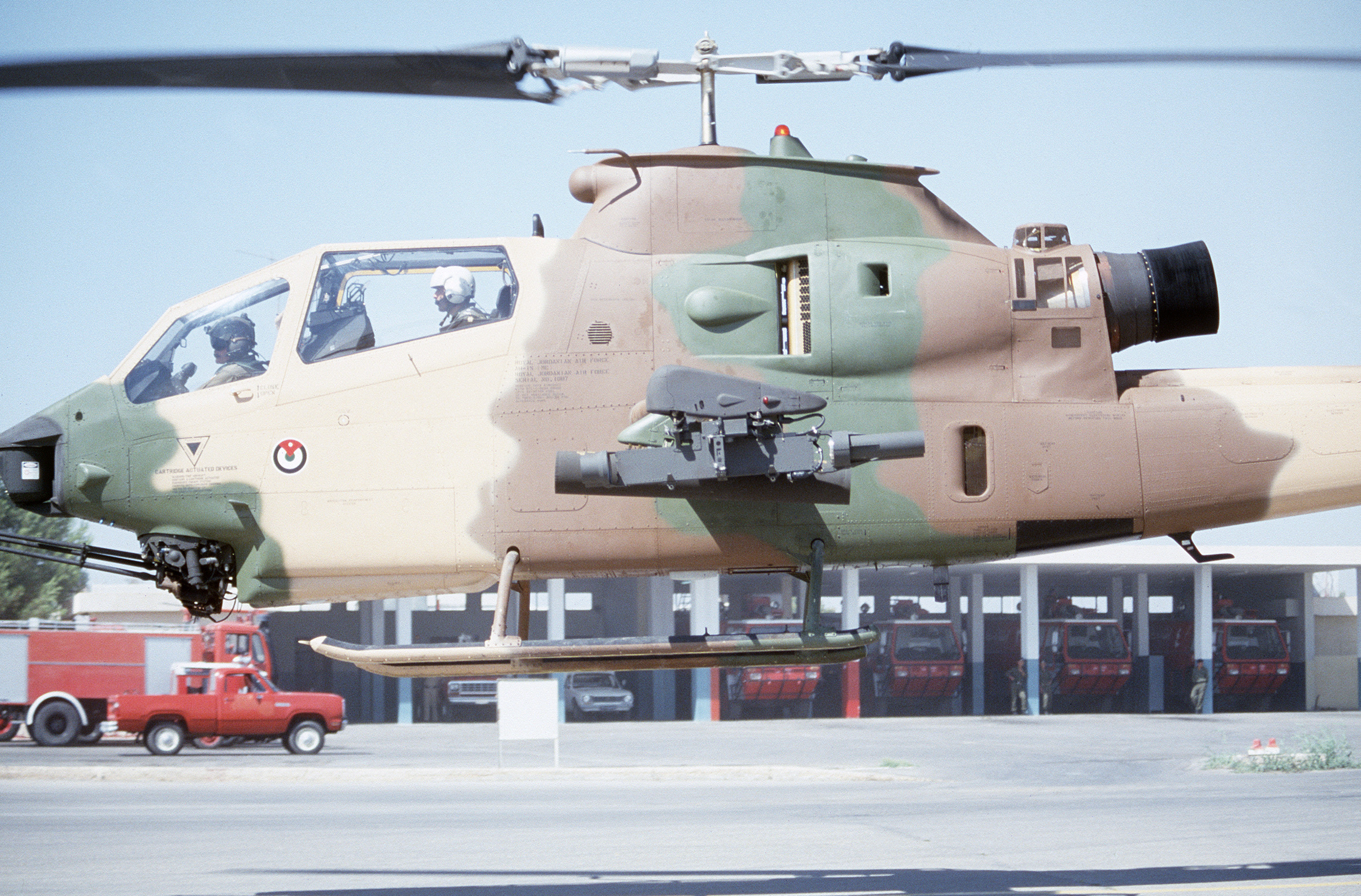
AH-1眼鏡蛇